# 新溪街道
新溪街道是中华人民共和国广东省汕头市龙湖区下辖的一个街道办事处。

## 行政区划
新溪街道下辖以下村级行政区划单位：
新合社区、北中村、上头合村、中头合村、下头合村、上三合村、中三合村和下三合村。